# سعيد بن مخلد
سعيد بن مخلد (توفي سنة 889) كان من كبار المسؤولين في الخلافة العباسية. وُلد مسيحيًّا نسطوريًّا، ثم اختار اعتناق الإسلام وشغل منصب سكرتير (الحاجب أو الكاتب) في العاصمة العباسية بغداد. برز في عهد الموفق على أخيه الخليفة المعتمد (حكم 870-892): بين عامي 878 و885، شغل منصب الوزير الفعلي للخلافة، على الرغم من أنه لم يحمل اللقب. وقد اعترف الموفق بمساعدته القيمة في عام 882 من خلال منحه اللقب الشرفي "ذو الوزارتين" والذي يظهر به حتى على العملات المعدنية. ومع ذلك، فإن أنشطة شقيقه عبدون، الذي ظل مسيحيًّا وأعطى امتيازات لأقاربه خاصةً ولرعاياه المسيحيين، وزيادة استئثارهم بالمناصب في دار الخلافة، أدت في النهاية إلى سقوطه المفاجئ من السلطة في عام 885 خوفًا من نفوذه. تُوفي سنة 889م.
وقد اعتبر بعض الكتاب أن سعيد هو شقيق الحسن بن مخلد الجراح [الإنجليزية] (مسيحي اعتنق الإسلام)، وكان سلفه في منصب الوزير.